# Åndalsnes
Åndalsnes är en tätort och stad som utgör centralort i Rauma kommun i Møre og Romsdal fylke i västra Norge.
Orten ligger där Europaväg 136 möter fylkesväg 64 och är slutstation på järnvägen Raumabanan. Åndalsnes ligger i Romsdalens nordvästra ände. Ortnamnet kommer av gårdsnamnen Åndal och Nes, sammansatt 1888 som postorten Aandalsnæs. Vägförbindelse etablerades på 1860-talet. 
Åndalsnes växte fram som det nya turistcentrumet för Romsdal på 1880-talet, då turistbåtarna i allt högre grad valde att lägga till. Åndalsnes blev ett verkligt centrum för inre Romsdal efter att Raumabanan öppnats 1924. I april 1940 blev ortens centrum förstört vid tyska bombangrepp. 
Varje år kommer stora kryssningsfartyg till Åndalsnes kaj, även kallad NATO kaia.
Orten utgjorde tidigare centralort i dåvarande Gryttens kommun.